# Mario Italiani
Mario Italiani (Cremona, 11 agosto 1929 – Milano, 8 dicembre 2019) è stato un informatico italiano.

## Biografia
Si laurea in matematica nel 1952 presso l'Università di Modena con una tesi in geometria di cui è relatore Carlo Felice Manara e per cinque anni è assistente di geometria nella stessa università. Nel 1959 inizia la sua attività nel settore dei computer, assunto nella divisione elettronica di Milano della Olivetti; qui diventa il manager di una unità per le applicazioni scientifiche. Dal 1964 al 1969 è manager del dipartimento sistemi software della Olivetti General Electric, successivamente diventata General Electric Information Systems Italia; dal 1969 al 1975 è manager tecnico e per il marketing della Syntax, una delle prime società di software italiane, sempre con sede in Milano.
Dai primi anni settanta tiene per incarico corsi sulle macchine calcolatrici presso l'Università degli Studi di Pavia. Nel 1976 ottiene una cattedra di TAMC, teoria e applicazioni delle macchine calcolatrici, nell'Università degli Studi di Torino. Successivamente ricopre tale cattedra presso l'Università di Pavia, dove viene nominato preside della Facoltà di Ingegneria. Dal 1991 al 2002 copre la stessa cattedra presso il Dipartimento di scienze dell'informazione dell'Università di Milano.
Per molti anni è attivo entro l'Associazione italiana per l'informatica ed il calcolo automatico; di questa Associazione ricopre la carica di presidente dal 1976 al 1979.